# N761 (België)
De N761 is een korte gewestweg in België die de N78 in Maaseik verbindt met Nederland. De N761 bestaat uit een kort stukje weg, de Bleumerstraat, en een brug over de Maas, de Pater Sangersbrug. Over de Nederlandse grens loopt de weg door als de Nederlandse N296 richting Roosteren, E25 en Susteren. De route heeft op Belgisch grondgebied een lengte van ongeveer 500 meter.